# Pharmacy
 (août 2020).
Si vous disposez d'ouvrages ou d'articles de référence ou si vous connaissez des sites web de qualité traitant du thème abordé ici, merci de compléter l'article en donnant les références utiles à sa vérifiabilité et en les liant à la section « Notes et références ».
Pharmacy est le premier album du groupe de producteurs suédois Galantis. Il est sorti le 8 juin 2015 sous le label Atlantic Records. Il comporte 13 pistes dont Gold Dust, Runaway (U & I), Peanut Butter Jelly et You pour une durée totale de 49:17. Il a atteint la première place de l'US Top Dance/Electronic Albums (Billboard).

## Liste des pistes
| 1.    | Forever Tonight                        | 3:37 |
| 2.    | Gold Dust                              | 3:54 |
| 3.    | In My Head                             | 3:40 |
| 4.    | Runaway (U &I)                         | 3:47 |
| 5.    | Dancin' To the Sound of a Broken Heart | 3:38 |
| 6.    | Louder, Harder, Better                 | 4:26 |
| 7.    | Kill 'Em With the Love                 | 3:42 |
| 8.    | Call If You Need Me                    | 4:01 |
| 9.    | Peanut Butter Jelly                    | 3:23 |
| 10.   | Firebird                               | 4:08 |
| 11.   | Don't Care                             | 3:45 |
| 12.   | You                                    | 3:41 |
| 13.   | Water                                  | 3:40 |
| 49:17 |                                        |      |